# L'Équipage (film, 1978)
Pour les articles homonymes, voir L'Équipage.
L'Équipage est un téléfilm français réalisé par André Michel et diffusé en 1978.
C'est l'adaptation du roman de Joseph Kessel L'Équipage, qui avait déjà été adapté par trois fois, en 1928 par Maurice Tourneur et en 1935 et 1937 par Anatole Litvak.

## Synopsis
Deux officiers d'une escadre aérienne de la Première Guerre mondiale sont amis, mais découvrent qu'ils sont amoureux de la même femme.

## Fiche technique
- Réalisation : André Michel
- Scénario : Patrick Modiano d'après Joseph Kessel
- Durée : 100 minutes[1]
- Musique : Vladimir Cosma
- Costumes : Nicole Bise
- Décors : Claude Pignot
- Date de première diffusion : 31 mai 1978

## Distribution
- Bernard Waver : Maury
- François Duval : Jean Herbillon
- Patricia Lesieur : Denise / Hélène
- Bernard Giraudeau : Thélis
- Maurice Risch : Marbot
- Jean Rougerie : l'officier de gendarmerie
- Marcel Dossogne : le toubib
- Jean-Louis Bauer : Berthier
- Jean-Marie Galey : Neuville
- Louison Roblin : Pamela
- Mark Lesser : Georges Herbillon
- Jean-Gabriel Nordmann : Weiler
- Roland Amstutz : Deschamps
- Julien Verdier : Gérard
- Olivier Praquin : l'aspirant Michel
- Walter Pelletier : l'ordonnance
- Monique Darpy : l'hôtelière
- Bernadette Castay : la femme de chambre
- Jean-Pierre Cousin : Charensole
- Jean-Michel Paris : Reuillard
- Lisa Livane : Héloïse